# 사천총독
사천총독(중국어: 四川總督, 만주어: ᠰᡟᠴᡠᠸᠠᠨ ᡳ
ᡠᡥᡝᡵᡳ
ᡴᠠᡩᠠᠯᠠᡵᠠ
ᠠᠮᠪᠠᠨ, 목인덕: sycuwan i uheri kadalara amban)은 정식 관직명은 총독사천등지방제독군무, 양수 겸 순무사(總督四川等處地方提督軍務、糧饟兼巡撫事)로 청나라의 최고 봉강대신 9인의 한 사람으로, 사천성의 군민정무를 총괄하였다. 청나라에서는 사천을 관장하는 봉강대신이 순치 2년 (1645년)에 설치한 호광사천총독이 처음, 사천 1성을 단독 관장하는 총독은 강희제 즉위 직후인 순치 18년 (1661년)에 설치됐다. 이후 100년 가까이 여러 차례 전사(戰事) 등의 영향으로, 호광 · 섬서 등지의 총독과 합치되어 건륭 25년 (1760년)에 성도부로 정해졌다. 

## 연혁

사천총독 관할 구역 (1911년)

### 설치 초반
명청 교체기에, 사천 지역은 장헌충의 대서정권이 장악했다. 청 조정은 이자성의 대순정권을 격파하고, 대서정권을 공격하기 시작했다. 순치 2년 (1645년), 군사 준비를 위해 11월, 루오슈진을 병부 우시랑, 총독 호광 · 사천에 임명되었고, 이것이 사천총독의 시초이다. 순치 4년 (1647년), 사천총독을 따로 두었으나, 사천 전투가 그치지 않아 실제로는 임명되지 않았다. 순치 10년 (1653년), "천성의 병마전량은 모두 섬서에서 조달하여 섬서총독 맹교방 겸 도독사천을 조서하였다." 즉, 사천총독은 원래 섬서총독이 겸임하던 것을 선찬의 삼변총독이라 하였다.
순치 18년 (1661년), 강희제가 즉위하자, 독무 제도를 조정하여, '직속에 총독을 두어 성도에 주둔시킨다'고 하였다. 이국영 당시 천섬총독이 사천총독을 개조해, 충칭에 주재하면서 사천총독은 명실상부한 존재가 되었다.

### 빈번한 조정
강희, 옹정, 건륭 세 시기에 걸쳐, 사천총독의 건립 조정이 잦아, 호광 · 산섬 · 섬감 등 총독과 여러 차례 분합하였다.
강희 7년 10월 경인일 (1668년 11월 28일), 호광총독을 폐지하고, 사천총독이 겸직하여 사천호광(천호)총독으로 바뀌어 형주로 이주하였다. 강희 12년 (1674년) 겨울, 삼번의 난이 일어나 이듬해 6월까지 오삼계 반군은 이미 사천 주변의 운남, 귀주, 호남 세 성을 함락시켰다. 때문에, 사천 성세도 "정가오린 제독, 탄홍 총병, 우즈마오가 반대했다"로 위급했다. 청나라 조정은 강희 13년 2월 계묘일 (1674년 3월 15일)에 사천총독을 다시 증설하여 원래 양광총독이었던 저우유더를 사천총독으로 하여 지역의 군사력을 집중시켜 오삼계 반군에 대항하였다.
강희 18년 (1679년), 청나라 군대게 호광을 격복하고, 사천 운귀 경내에 쳐들어오기 시작했으나, 천산 두 성 총독은 식량과 풀을 옮기는 문제에 있어서 여러 차례 떠넘겨 군기노민을 해쳤다. 병부상서 송덕의는 "섬서사천에 총독을 둘 필요 없이 1인 2성을 통치하게 하자"고 건의했고, 강희제는 이를 받아들여 강희 19년 11월 신유일 (1680년 12월 26일)에 사천 총독을 폐지하고, 섬서총독을 천산총독으로 개칭했다.
강희 56년 (1717년), 준가르 칸국의 처왕아라부탄을 책망하여 영돈도브와 코슈트 칸국을 급습하여 라싸에 쳐들어와 마지막 코슈트 칸 라브장 칸을 죽였다. 서녕 장군 어룬트, 사천 제독 강태 등이 차례로 군사를 이끌고 토벌에 나섰으나, 모두 패했고, 강희제는 14황자 윤제와 사천순무 연갱요를 보내 군사를 이끌고 장지에 들어갔다. 강희제는 이듬해 (1718년), "순무무독병책무가 없다"는 이유로, "사천총독을 특수하고 순무사를 겸임한다"는 말과 함께 천섬총독 오하이를 섬서총독으로 개칭했다. 강희 60년 (1721년), 또 연갱요로 사천섬서총독사를 겸하여 오하이는 군량미 사무를 전담하여 사천섬서총독을 하나로 통합하였다.
옹정제가 즉위한 초년, 서북의 정세가 불안해지자 청해 대길 라복장단진은 군사를 일으켜 청나라에 반군하였고, 연갱요, 악종기 등에 의해 군대를 이끌고 진압된 후, 준가르 칸국으로 도주하였다. 옹정 7년 (1729년), 청 조정이 라복장단진의 송환을 요구하자 다시 군사를 내어 준가르를 정벌하였다. 옹정 9년 (1731년), 서방의 전쟁으로 인하여 천섬총독을 섬감총독으로 개칭하고, 사천총독을 따로 두었다. 옹정 13년 (1735년), 준가르의 전쟁이 끝나자, 천섬총독을 복설하고, 사천총독을 축출하였다.
건륭 13년 (1748년), 대금천 전투 때, 천섬총독은 다시 사천, 섬감총독으로 분리되었다.
건륭 24년 (1759년), 청군이 아무르사나를 평정하고, 준가르 칸국이 멸망하자, 청나라는 신장을 정식으로 청나라 영토에 편입하였다. 섬감총독 양응거(楊應琚)는 "서변은 평정되고, 폭은 광대하며, 섬서 감숙은 비일 총독이 겸할 수 있다"는 이유로 섬서, 사천 총독을 합쳐 천섬총독이 되고, 별도의 감숙총독을 둘 것을 주청했다.

### 확립된 제도
건륭 25년 (1760년), 건륭제는 "각지를 새로 열면, 모든 신하들이 주둔하고 있어 도원을 변경할 필요가 없다"며 옛 통치구역을 그대로 두게 하고 감숙, 천산총독을 섬감, 사천총독으로 복설시켰다. 이로써 사천총독은 확립되었고, 청나라 말기까지 큰 조정이 없었다.
선통 3년 (1911년), 형 조이손의 뒤를 이어 사천총독을 서리하던 천전변무대신 자오얼펑이 부임한 지 얼마 되지 않아, 보로운동을 탄압하여 민란을 일으키자 청나라 정부는 그를 해임하였다. 자오얼펑 서리 사천총독의 뒤를 이어 후베이 신군을 이끌고 입천했지만, 도중 신군이 변해 단방이 피살됐다. 이와 동시에 사천 군민은 독립을 선언하였고, 자오얼펑은 정권을 새 정부에게 주었다.